# Sigma Kreditbank
Die Sigma Kreditbank AG ist ein liechtensteinisches Kreditinstitut mit Sitz in Triesen. Die Bank ist hauptsächlich im Konsumkreditgeschäft von Privatkunden tätig. Sie bietet ausschließlich standardisierte Kredite mit einem Nettobetrag von 3500, 5000, 7500 oder 10.000 € auf dem deutschen Markt an.

## Geschichte
Die Sigma Kreditbank wurde 2010 vom Unternehmer Martin Schlaff gegründet und erhielt in jenem Jahr eine Bankenlizenz. Er betrieb vorher aus St. Gallen in der Schweiz die Fidium Finanz AG deren Geschäft durch die Bafin 2003 untersagt wurde, da zum Betreiben des Kreditgeschäftes aus der Schweiz in Deutschland auch eine deutsche Bankenlizenz nötig sei. Dies wurde 2009 durch das Bundesverwaltungsgericht bestätigt.
Die interne Revision wird durch PricewaterhouseCoopers ausgeführt.